# Atrichopogon natans
Atrichopogon natans är en tvåvingeart som beskrevs av Jean-Jacques Kieffer 1922. Atrichopogon natans ingår i släktet Atrichopogon och familjen svidknott. Inga underarter finns listade i Catalogue of Life.